# 효고현 제12구
효고현 제12구(兵庫県 第12区)는 일본의 중의원 선거구이다. 1994년 공직선거법으로 신설되었다.

## 지역
- 히메지시 일부
- 아이오이시
- 아코시
- 시소시
- 다쓰노시
- 이보군
- 간자키 군
- 아코군
- 사요군

## 역대 중의원 의원
- 고모토 사부로 (소속 정당: 자유민주당, 임기: 1996년 ~ 2000년, 2003년 ~ 2009년)
- 야마구치 쓰요시 (소속 정당: 신진당 → 무소속 → 민주당 → 무소속 → 자유민주당, 임기: 2000년 ~ 2003년. 2009년 ~ 현재)